# Sonic X Shadow Generations
Sonic X Shadow Generations is een computerspel dat is ontwikkeld door Sonic Team en uitgegeven door Sega voor de Switch, PlayStation 4, PlayStation 5, Windows, Xbox One, Xbox Series en Switch 2. Het platformspel is uitgebracht op 25 oktober 2024.
Het spel is een verzamelbundel met een remastering van Sonic Generations en een voorheen niet-uitgebracht spel Shadow Generations.
Begin 2025 werd bekend dat het spel ruim twee miljoen keer is verkocht.

## Spel
In beide platformspellen wisselen de levels tussen 2D- en 3D-gameplay. Spelers kunnen kiezen tussen de spellen Shadow Generations en Sonic Generations.

### Sonic Generations
De remastering heeft slechts enkele aanpassing, de levels bevatten verborgen Chao's die de speler kan verzamelen, de Drop Dash van Sonic Mania is toegevoegd, en een bijgewerkt script die opnieuw opgenomen is. Hiernaast bevat het spel ook de Casino Night pinball-DLC.

### Shadow Generations
In Shadow Generations bestuurt de speler Shadow en moet die een serie levels verkennen om uiteindelijk de eindbaas Black Doom te verslaan. Het spel heeft een beperkte openwereld die de speler kan verkennen, gelijkaardig als die in Sonic Frontier. Doorheen het spel krijgt Shadow nieuwe vaardigheden; de zogenaamde Doom Powers. Deze Doom Powers zorgen dat de speler nieuwe plaatsen kan ontdekken binnen de open wereld, samen met nieuwe manieren om vijanden te verslaan.

## Levels
| Wereld           | Afkomstig uit             |
| ---------------- | ------------------------- |
| Space Colony ARK | Sonic Adventure 2         |
| Rail Canyon      | Sonic Heroes              |
| Kingdom Valley   | Sonic the Hedgehog (2006) |
| Sunset Heights   | Sonic Forces              |
| Chaos Island     | Sonic Frontiers           |
| Radical Highway  | Sonic Adventure 2         |
| Tokyo (DLC)      | Sonic the Hedgehog 3      |

| Baas                        | Level Naam     | Afkomstig uit het spel    |
| --------------------------- | -------------- | ------------------------- |
| Biolizard                   | Cannon's Core  | Sonic Adventure 2         |
| Metal Overlord              | Final Fortress | Sonic Heroes              |
| Mephiles                    | Dusty Desert   | Sonic the Hedgehog (2006) |
| Devil Doom / Neo Devil Doom | Doom Zone      | Shadow the Hedgehog       |